# MTV Video Music Awards de 1995
O MTV Video Music Awards de 1995 foi ao ar em 7 de setembro de 1995, premiando os melhores videoclipes lançados entre 16 de junho de 1994 e 15 de junho de 1995. A cerimônia, ocorrida no Radio City Music Hall, em Nova Iorque, nos Estados Unidos, foi apresentada pelo comediante estadunidense Dennis Miller. O arista norte-americano David Sandlin foi contratado para projetar o logo da premiação.
Os grupos estadunidenses TLC e Weezer foram os grandes vencedores da noite, com cada um levando quatro prêmios para casa. O TLC, no entanto, ganhou os dois principais prêmios da noite - Escolha do Público e Vídeo do Ano – pelo videoclipe da canção "Waterfalls", tornando-se o terceiro e último vídeo a conseguir este feito em um único ano. Ironicamente, isso ocorreu no primeiro ano em que a MTV decidiu ter diferentes grupos de indicados para essas categorias (até 1994, a prática era que ambas as categorias tivessem exatamente o mesmo grupo de indicados). Já o vídeo do Weezer para a canção "Buddy Holly" levou para casa os dois principais prêmios técnicos: Melhor Direção e Vídeo Inovador.
Logo atrás dos dois grupos vieram os irmãos Michael e Janet Jackson, que ganharam três prêmios pelo videoclipe da canção "Scream". Michael também se apresentou por mais de quinze minutos com um medley de suas principais canções.
Em termos de indicações, os quatro vídeos e artistas que estavam concorrendo a Vídeo do Ano dominaram a noite. "Scream", de Michael e Janet Jackson, era o vídeo mais indicado da noite, com um total de onze indicações, incluindo uma indicação em cada uma das sete categorias profissionais. O grande vencedor da noite, "Waterfalls", do TLC, foi o segundo vídeo mais indicado naquela noite, recebendo dez indicações. O vídeo de "Basket Case", do Green Day, ficou em terceiro lugar, com nove indicações, enquanto "Buddy Holly", do Weezer, ficou em quarto lugar, com cinco indicações. Não haveria uma situação semelhante a esta no VMA até à edição de 2009. Além disso, todos os quatro vídeos foram indicados a Melhor Direção. Esta premiação de 1995 é geralmente considerada uma das mais difíceis em termos da categoria Vídeo do Ano. Além disso, o prêmio de Vídeo Inovador acabou tendo os mesmos quatro indicados a Vídeo do Ano, marcando a única vez que isso aconteceu na história do VMA.

## Performances
| Artista               | Canção | Apresentado por  |
| Pré-show              | Pré-show | Pré-show         |
| --------------------- | --- | ---------------- |
| Silverchair           | "Tomorrow" Pure Massacre" | —                |
| Premiação             | |                  |
| Michael Jackson       | Medley: "Don't Stop 'Til You Get Enough" The Way You Make Me Feel" Scream" Beat It" Black or White" (com part. de Slash) "Billie Jean" Dangerous" You Are Not Alone" | —                |
| Live                  | "I Alone" | Tim Robbins      |
| TLC                   | CrazySexyMedley: "Ain't 2 Proud 2 Beg" "Kick Your Game" "Creep" Waterfalls"                                                                                          | Dennis Miller    |
| R.E.M.                | "The Wake-Up Bomb" | Natalie Merchant |
| Red Hot Chili Peppers | "Warped" | Mike Tyson       |
| Bon Jovi              | "Helter Skelter" Something for the Pain" | Dennis Miller    |
| Alanis Morissette     | "You Oughta Know" | Dennis Miller    |
| Hootie & the Blowfish | "Only Wanna Be with You" | Dennis Miller    |
| Hole                  | "Violet" | Dennis Miller    |
| Green Day             | "Stuck with Me" | Dennis Miller    |
| White Zombie          | "More Human than Human" | Dennis Miller    |

Notas
1. ↑  Ao vivo da Times Square, em Nova Iorque, Estados Unidos.
2. ↑  Ao vivo de Estocolmo, Suécia.

## Vencedores e indicados
| Vídeo do Ano (apresentado por Bobby Brown e Whitney Houston) | Melhor Artista Revelação em um Vídeo (apresentado por Lenny Kravitz e Sheryl Crow) |
| --- | --- |
| - TLC – "Waterfalls" - Green Day – "Basket Case" - Michael Jackson e Janet Jackson – "Scream" - Weezer – "Buddy Holly" | - Hootie & the Blowfish – "Hold My Hand" - Jeff Buckley – "Last Goodbye" - Des'ree – "You Gotta Be" - Filter – "Hey Man, Nice Shot" - Portishead – "Sour Times" |
| Melhor Vídeo Masculino (apresentado por Rod Stewart) | Melhor Vídeo Feminino (apresentado por George Clooney) |
| - Tom Petty – "You Don't Know How It Feels" - Chris Isaak – "Somebody's Crying" - Elton John – "Believe" - Lucas – "Lucas with the Lid Off" | - Madonna – "Take a Bow" - Des'ree – "You Gotta Be" - PJ Harvey – "Down by the Water" - Annie Lennox – "No More I Love You's" |
| Melhor Vídeo de Grupo | Melhor Vídeo de Metal/Hard Rock |
| - TLC – "Waterfalls" - Green Day – "Basket Case" - The Rolling Stones – "Love Is Strong" - Stone Temple Pilots – "Interstate Love Song" | - White Zombie – "More Human than Human" - Green Day – "Basket Case" - Meat Puppets – "We Don’t Exist" - Stone Temple Pilots – "Interstate Love Song" |
| Melhor Vídeo de R&B (apresentado por Grant Hill e Ricki Lake) | Melhor Vídeo de Rap (apresentado por Madonna) |
| - TLC – "Waterfalls" - Boyz II Men – "Water Runs Dry" - Michael Jackson e Janet Jackson – "Scream" - Jade – "5-4-3-2 (Yo! Time Is Up)" - Montell Jordan – "This Is How We Do It" | - Dr. Dre – "Keep Their Heads Ringin'" - Brandy (com part. de MC Lyte, Queen Latifah e Yo-Yo) – "I Wanna Be Down" - Da Bush Babees – "Remember We" - Craig Mack – "Flava in Ya Ear" - Public Enemy – "Give It Up" - Rappin' 4-Tay (com part. de The Spinners) – "I'll Be Around" |
| Melhor Vídeo de Dance (apresentado por The Notorious B.I.G. e Bill Bellamy) | Melhor Vídeo de Música Alternativa (apresentado por Dennis Rodman e Christopher Walken) |
| - Michael Jackson e Janet Jackson – "Scream" - Paula Abdul – "My Love Is for Real" - C+C Music Factory – "Do You Wanna Get Funky" - Montell Jordan – "This Is How We Do It" - Madonna – "Human Nature" - Salt-n-Pepa – "None of Your Business" | - Weezer – "Buddy Holly" - The Cranberries – "Zombie" - Green Day – "Basket Case" - Hole – "Doll Parts" - Stone Temple Pilots – "Interstate Love Song" |
| Melhor Vídeo de Um Filme (apresentado por Patrick Swayze e Wesley Snipes) | Vídeo Inovador |
| - Seal – "Kiss from a Rose" (de Batman Forever) - Bryan Adams – "Have You Ever Really Loved a Woman?" (de Don Juan DeMarco) - Jim Carrey – "Cuban Pete" (de The Mask) - U2 – "Hold Me, Thrill Me, Kiss Me, Kill Me" (de Batman Forever) - Urge Overkill – "Girl, You'll Be a Woman Soon" (de Pulp Fiction)                                                              | - Weezer – "Buddy Holly" - Green Day – "Basket Case" - Michael Jackson e Janet Jackson – "Scream" - TLC – "Waterfalls" |
| Melhor Direção (apresentado por Kevin Bacon e Liv Tyler) | Melhor Coreografia |
| - Weezer – "Buddy Holly" (Diretor: Spike Jonze) - Green Day – "Basket Case" (Diretor: Mark Kohr) - Michael Jackson e Janet Jackson – "Scream" (Diretor: Mark Romanek) - TLC – "Waterfalls" (Diretor: F. Gary Gray) | - Michael Jackson e Janet Jackson – "Scream" (Coreógrafos: LaVelle Smith Jr., Tina Landon, Travis Payne e Sean Cheesman) - Paula Abdul – "My Love Is for Real" (Coreógrafos: Paula Abdul, Bill Bohl e Nancy O'Meara) - Brandy – "Baby" (Coreógrafo: Fatima Robinson) - Madonna – "Human Nature" (Coreógrafo: Jamie King) - Salt-n-Pepa – "None of Your Business" (Coreógrafo: Randy Connor)                                                                                  |
| Melhor Efeitos Especiais | Melhor Direção de Arte |
| - The Rolling Stones – "Love Is Strong" (Efeitos Especiais: Fred Raimondi) - Björk – "Army of Me" (Efeitos Especiais: BUF) - Michael Jackson e Janet Jackson – "Scream" (Efeitos Especiais: Kevin Tod Haug, Alexander Frisch, Ashley Clemens, Richard 'Dr.' Baily, Jay Johnson e P. Scott Makela) - TLC – "Waterfalls" (Efeitos Especiais: Peter Conn e Chris Mitchell) | - Michael Jackson e Janet Jackson – "Scream" (Diretor de Arte: Tom Foden) - Madonna – "Take a Bow" (Diretor de Arte: Happy Massee) - Jill Sobule – "I Kissed a Girl" (Diretor de Arte: Kelly Van Patter) - TLC – "Waterfalls" (Diretor de Arte: Keith Burns) |
| Melhor Edição | Melhor Cinematografia |
| - Weezer – "Buddy Holly" (Editor: Eric Zumbrunnen) - Green Day – "Basket Case" (Editor: Alan Chimenti) - Michael Jackson e Janet Jackson – "Scream" (Editor: Robert Duffy) - Jill Sobule – "I Kissed a Girl" (Editor: Jerry Behrens) - TLC – "Waterfalls" (Editor: Jonathan Silver)                                                                                     | - The Rolling Stones – "Love Is Strong" (Diretores de Fotografia: Garry Waller e Mike Trim) - Boyz II Men – "Water Runs Dry" (Diretor de Fotografia: Daniel Pearl) - Green Day – "Basket Case" (Diretor de Fotografia: Adam Beckman) - Michael Jackson e Janet Jackson – "Scream" (Diretor de Fotografia: Harris Savides) - Stone Temple Pilots – "Interstate Love Song" (Diretor de Fotografia: Kevin Kerslake) - TLC – "Waterfalls" (Diretor de Fotografia: Toby Phillips) |
| Escolha do Público (apresentado por Bryan Adams) | Escolha do Público International (Ásia) (apresentado por Seal e Des'ree) |
| - TLC – "Waterfalls" - Green Day – "Basket Case" - Hootie & the Blowfish – "Hold My Hand" - Michael Jackson eJanet Jackson – "Scream" - Live – "Lightning Crashes" - R.E.M. – "What's the Frequency, Kenneth?" | - Denada – "Sambutlah" - Alisha – "Made in India" - Indus Creed – "Trapped" - Jetrin – "Love Train" - Kim Gun-mo – "Betrayed Love" |
| Escolha do Público International (América Latina) (apresentado por Seal e Des'ree) | Escolha do Público International (Brasil) (apresentado por Seal e Des'ree) |
| - Café Tacuba – "La Ingrata" - Fito Páez – "Circo Beat" - Santana – "Luz Amor y Vida" - Todos Tus Muertos – "Mate" - Los Tres – "Déjate Caer" | - Os Paralamas do Sucesso (com part. de Djavan) – "Uma Brasileira" - Barão Vermelho – "Daqui por Diante" - Marisa Monte – "Segue o Seco" - Nando Reis – "Me Diga" - Skank – "Te Ver" - Viper – "Coma Rage" |
| Escolha do Público International (Europa) (apresentado por Seal e Des'ree) | Escolha do Público International (Japão) (apresentado por Seal e Des'ree) |
| - U2 – "Hold Me, Thrill Me, Kiss Me, Kill Me" - Björk – "Army of Me" - Clawfinger – "Pin Me Down" - The Cranberries – "Zombie" - Oasis – "Whatever" | - Chage & Aska – "Something There" - Hal from Apollo '69 – "Sweet Thing" - The Mad Capsule Markets – "HI-SIDE (High-Individual Side)" - Towa Tei – "Technova" - TRF – "Overnight Sensation" |
| Escolha da Audiência International (Mandarim) (apresentado por Seal e Des'ree) | Prêmio Michael Jackson Video Vanguard (apresentado por Drew Barrymore) |
| - Faye Wong – "Chess" - Dou Wei – "The Black Dream" - Dadawa – "Sister Drum" - Tracy Huang – "Spring" - Xin Xiao Qi – "Understanding" | R.E.M. |